# Helius (Helius) pauperculus
Helius (Helius) pauperculus is een tweevleugelige uit de familie steltmuggen (Limoniidae). De soort komt voor in het Afrotropisch gebied.